# 华盛顿25美分硬币
华盛顿25美分硬币（英語：Washington quarter）是美国铸币局1932年投产至今的25美分硬币，初版图案的设计师是雕塑家约翰·弗拉纳根。
随着首任美国总统乔治·华盛顿二百周年诞辰临近，联邦国会组建二百周年纪念委员会，打算发行华盛顿半美元。委员会起初只计划在常规发行的行走自由女神半美元上暂时采用前总统肖像，但国会最终决定用新设计永久取代站姿自由女神25美分硬币，要求新版硬币正面采用华盛顿形象。委员会委聘雕塑家劳拉·加汀·弗雷泽设计纪念勋章，希望她把勋章的设计方案微调后用在硬币上。美国美术委员会及主席查尔斯··摩尔都表态支持弗雷泽的作品，但财政部长安德鲁·W·梅隆最终决定采用弗拉纳根的设计，之后继任梅隆职务的奥格登·米尔斯也无意推翻前任的决定。
新版25美分银币于1932年8月1日开始发售，经过三十余年生产，铸币局于1965年将其材质变更成铜镍合金包层。独立宣言签署二百周年之际，美国发行包括25美分的多种面额纪念币，硬币背面采用新设计，上有起止年份“1776–1976”。自1999年起，硬币背面的原版飞鹰设计停用，改为纪念美国50州、首都及海外领土的图案，然后又以纪念国家公园辖区的美国美丽国家公园25美分纪念币系列图案取代至今，这系列计划发行至2021年。此外，正面的华盛顿头像自1999年起略有缩小，但2010年又恢复原有尺寸，并且细节更丰富。华盛顿25美分硬币产量极高，即使不计1999年后的纪念币也超过413亿枚。

## 构想

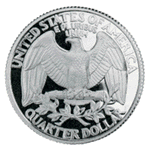
美国各州25美分纪念币面世前，25分硬币采用的背面设计。

1932年是首任美国总统乔治·华盛顿诞辰二百周年，联邦国会为此早在1924年12月2日就组建合众国乔治·华盛顿二百周年纪念委员会（United States George Washington Bicentennial Commission）提前准备纪念活动。委员会包括多名政府官员，还有知名汽车生产商亨利·福特在内的民间知名人士，总统卡尔文·柯立芝是“事实上的”委员会主席。1929年，美国商务部长赫伯特·胡佛继任柯立芝的总统职务，但纪念委员会自最初发布一连串新闻稿后就少有作为，此时已转为沉寂。1930年2月，国会通过法案另行建立乔治·华盛顿二百周年纪念委员会。
20世纪20年代期间，美国发行过多种纪念币，胡佛担心大量的纪念币设计图案容易引起混淆，沦为假币滋生的温床。为此，他在1930年4月21日否决国会通过的纪念币法案，还在同法案一起发回国会的意见中表明自己的担忧，称这些硬币反正也卖不出去，还是干脆别发行了，之前授权的俄勒冈小径纪念半美元这时还有好多没卖掉呢。
二百周年纪念委员会起初希望发行华盛顿纪念半美元，为打消胡佛的顾虑，委员会建议只在1932年常规发行的行走自由女神半美元上改刻华盛顿的肖像。市场对硬币的需求因大萧条影响减少，铸币局1930至1933年间都没有生产过半美元，当时发行的大部分纪念币产量都只有数千枚。此外，和平银元这时已经停产，在全美大部分地区的市场流通中也难得一见，所以半美元便是此时美国尺寸最大且最显眼的硬币。其它纪念币都是以超出面额的价格出售，但委员会计划把这年的“华盛顿半美元”作为铸币局常规流通币发售。虽然此时尚未取得国会批准，但委员会已经提前举办设计竞赛。委员会还预计，获选设计纪念勋章的艺术家也将成为纪念币的设计师。勋章和硬币正面需按法国雕塑家让-安东尼·乌敦制作的华盛顿半身像设计，背面则由设计师自由发挥。根据法律规定，硬币设计需由财政部长安德鲁·W·梅隆批准，梅隆以艺术品收藏和鉴赏闻名，所以应该不会对这样的计划提出反对意见。

劳拉·加汀·弗雷泽为25美分硬币创作的设计方案之后在1999年发行的半鹰纪念金币上采纳

二百周年纪念委员会和美国美术委员会在检阅参赛选手递交的作品后一致同意采用劳拉·加汀·弗雷泽（Laura Gardin Fraser）的设计方案。弗雷泽是野牛镍币设计者詹姆斯·厄尔·弗雷泽（James Earle Fraser）的夫人，她本人也以硬币设计闻名，曾设计过包括俄勒冈小径纪念半美元在内的多种纪念币。弗雷泽设计的华盛顿头像面朝硬币右侧，已在纪念勋章上采纳，纪念委员会预计之后发行的半美元也会采用同样设计。
1931年2月9日，新泽西州联邦众议员伦道夫·帕金斯（Randolph Perkins）提交法案，建议发行华盛顿25美分硬币，二百周年纪念委员会和美术委员会对此既意外又失望。联邦众议院铸币和度量衡委员会发布备忘录，称站姿自由女神25美分硬币的现有设计图案不尽人意，新版设计将永久取代老版，而不仅仅是在1932年生产。这样，新版25美分硬币不但可以在华盛顿诞辰二百周年之际发行以示纪念，还能让铸币局从此无需再生产铸币难度甚高的站姿自由女神设计。2月12日，美术委员会主席查尔斯··摩尔（Charles W. Moore）致信铸币和度量衡委员会，反对变更25美分而非半美元硬币的设计，要求强制将弗雷泽为勋章设计的图案应用到硬币上。委员会没有接受摩尔的意见，国会于1931年3月4日通过法案授权发行华盛顿25美分硬币。法案规定，硬币正面需根据让-安东尼·乌敦制作的半身像设计，弗雷泽的设计正是以乌敦的作品为基础。

## 设计竞赛

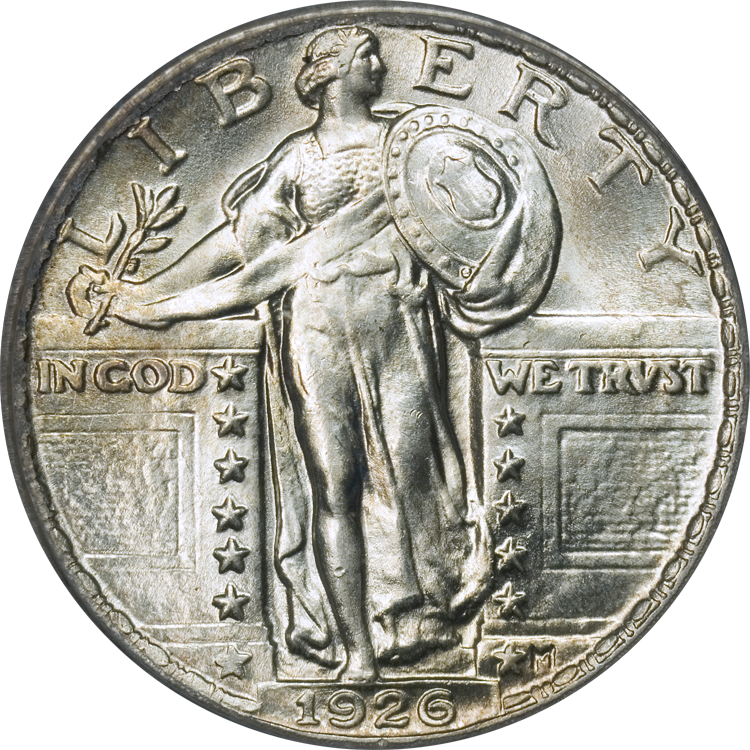
站姿自由女神25美分硬币的生产长期存在困难，国会于1931年通过法案要求变更设计。

1931年7月4日，铸币局助理局长玛丽·玛格丽特·奥赖利致信摩尔，请美术委员会就新版25美分硬币的设计竞赛提供建议。摩尔在回信中称，弗雷泽此前已经赢得勋章的设计竞赛，可以直接由她调整勋章设计应用到25美分硬币上。梅隆则在回信中称，财政部同之前批准弗雷泽设计方案一事没有关联，所以他不受这一结果约束，也不打算依此约定行事。财政部着手举办设计竞赛，美术委员会之后在针对参赛方案提供意见时推荐弗雷泽的作品。所有设计方案于1931年11月递交财政部长审核，但梅隆选定的是约翰·弗拉纳根（John Flanagan）的设计并把结果知会摩尔。摩尔与墨丘利10美分硬币和行走自由女神半美元的设计者、美术委员会委员阿道夫·温曼（Adolph Weinman）希望能说服梅隆改变主意，梅隆最终同意给予参加竞赛的设计师更多时间完善方案，此前美术委员会也曾请求让弗雷泽有更多时间准备。1932年1月20日，所有雕塑家都已重新递交作品，美术委员会再度推荐采纳弗雷泽的设计。
梅隆于1932年2月12日离任，奥格登·米尔斯（Ogden L. Mills）继任部长职务。摩尔在财政部长换人后旧事重提，于3月31日致信米尔斯批判弗拉纳根的设计稿，敦促新部长接受美术委员会的建议。米尔斯此时已从奥赖利口中得知25美分硬币设计竞赛中的波澜，他在4月11日回复摩尔的信中表示，已按来信意见要求弗拉纳根调整设计，但不会就此推翻梅隆的决定。4月16日，财政部公开宣布弗拉纳根的方案入选。
梅隆知道每份设计的作者身份，他也因此次决定受到歧视女性的指控。钱币史学家沃尔特·布林（Walter Breen）就认为“梅隆一直知道谁是之前勋章的设计者”，但却不愿再让女人赢得这次竞赛，这种行径的“动机即使不是完全出于他的大男子主义，也肯定脱不了干系。”不过钱币学家昆汀·戴维·鲍尔斯（Q. David Bowers）对此有不同看法，据他所述，梅隆此前已多次批准弗雷泽及其他女艺术家的纪念币设计方案，同时也没有任何当代来源能够支持梅隆心存偏见的论断。在鲍尔斯看来，这种认定部长因歧视女性而另选方案的看法纯属“现代钱币学小说。”弗雷泽的设计方案之后用在1999年发行的半鹰纪念金币上，这年正是华盛顿逝世二百周年。

## 弗拉纳根的设计

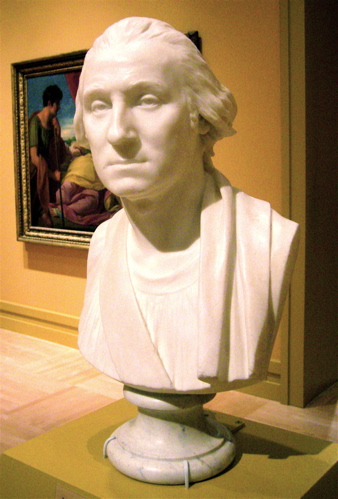
1786年乌敦制作的华盛顿石膏半身像，弗拉纳根就是据此设计华盛顿的侧脸。

弗拉纳根最初的设计是华盛顿的侧面头像，面朝硬币左侧，头像上方有（“自由”）字样，下方是铸币年份，左侧的空白位置有格言（“我们相信上帝”）。硬币背面是一只爪子抓有箭束、翅膀展开的老鹰，正在两根橄榄枝下栖息。

### 乌敦制作的半身像
1785年，经当时回国不久的美国驻法大使本杰明·富兰克林推荐，弗吉尼亚州议会委聘法国雕塑家让-安东尼·乌敦为带领十三殖民地赢得独立战争的华盛顿雕刻半身像。同年10月6日至12日，华盛顿在位于弗吉尼亚州费尔法克斯县的故居维农山庄同雕塑家见面。乌敦在此期间制作出一张栩栩如生的面具，华盛顿的孙女娜丽·卡斯蒂斯（Nelly Custis）这时还只有六岁，据她之后回忆，当时她看到爷爷躺在桌上，脸上盖了张薄布，上面还有石膏制成的面具，这令她大吃一惊，以为爷爷已经去世。然后有人告诉她，爷爷鼻孔位置没有被布和面具挡住，留有孔洞通气。如今，维农山庄也有一尊华盛顿的半身像，作为两个多世纪前这次拜访和创作的见证。返回巴黎后，乌敦把此行的收获应用到多件雕塑作品中，其中为弗吉尼亚州议会制作的半身像至今还在弗吉尼亚州议会大厦中屹立。

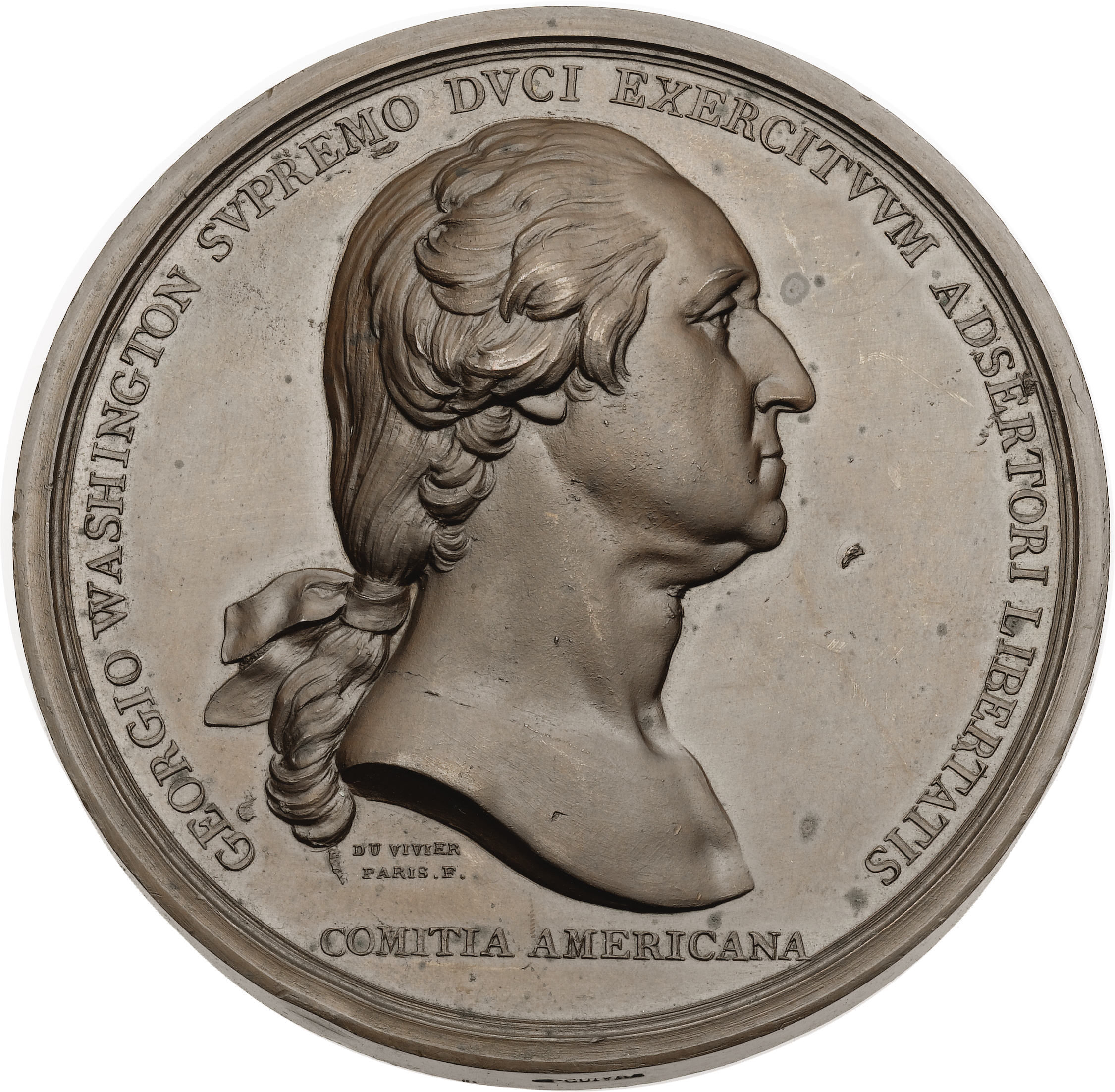
“波士顿之前的华盛顿”勋章是首件以乌敦所制半身像为基础的勋章

乌敦维农山庄之行过后面世的许多勋章、奖章及其它艺术品在描绘华盛顿时都会以这尊半身像为参考依据，这其中最早的是1786年皮埃尔·西蒙·杜维维尔斯（Pierre Simon DuViviers）刻制的勋章“波士顿之前的华盛顿”。虽然截至20世纪20年代时美国流通硬币上还只出现过一名美国人的形象（亚伯拉罕·林肯），但1900年发行的拉法耶特银元纪念币和1926年发行的独立150周年纪念半美元都是根据乌敦的作品来创作华盛顿肖像。钱币史学家鲍尔斯认为，即使是在那时代，乌敦制作的半身像依然是硬币和勋章上所有华盛顿形像最为常见的来源。弗拉纳根的创作过程鲜为人知，他刻划的华盛顿也与众不同，面朝右侧（硬币左侧），背面的老鹰也和大部分硬币有区别，不过市场上还是一度出现这些设计的模型。与乌敦的作品相比，弗拉纳根的设计有多处细节差异，例如头部的形状就略有不同，还多出一缕半身像上没有的头发。
艺术史学家科尼利厄斯·弗缪尔（Cornelius Vermeule）认为，只要设计师以乌敦制作的新古典主义半身像为原型开展创作，就基本上不可能出现什么大问题，但要求1932年的艺术家根据1785年的作品创造出理想的华盛顿肖像，这多少有些强人所强。在他看来，弗拉纳根的设计令人感到些许冷漠、缺乏生机。弗缪尔还指出，之后多种美国硬币上的人物肖像都有类似弗拉纳根作品的风格倾向，杰斐逊镍币和富兰克林半美元就是其中的典型。他觉得之前劳拉·弗雷泽的设计更出色，弗拉纳根设计的硬币背面花环太大、刻字又大又多，显得整体图案仿佛纹章般僵硬。

## 生产

### 1932至1964年：银币
1932年7月上旬，多家报纸报导称华盛顿25美分硬币已经投产，将在月底积累到足够全国发行的数量后开始进入流通。报导中还强调，新版25美分硬币不是纪念币。

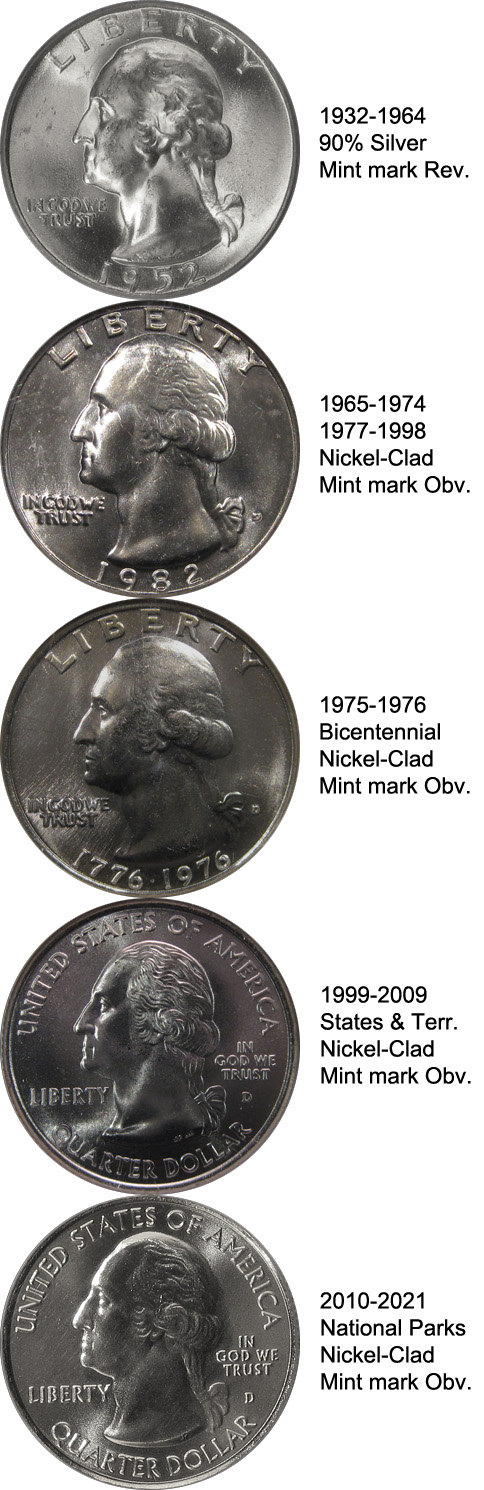
五种华盛顿25美分硬币的正面，最上方是银币，含银90%，下方分别是铜镍合金包层币、美国独立二百周年纪念币版本、1999至2009年版本和2010年至今的版本，图像右侧最上方一行是对应发行年份。

新版25美分硬币于1932年8月1日开始进入流通。虽然当时美国商品交易中对这种硬币的需求不大，但当局还是宣布会打造600万枚25美分硬币来纪念华盛顿诞辰二百周年。外界对新币总体反响甚佳，只是背面的老鹰引发民间讨论，许多人对这到底是白头海雕还是别的某种老鹰争论不休，《纽约时报》在征询老鹰物种专家的意见后发布结论，这的确是白头海雕。
1932年出产的华盛顿25美分硬币约有620万枚，其中单费城铸币局就占540万枚。丹佛铸币局和旧金山铸币局产量都刚过40万枚，至今仍是这种硬币中比较罕见的版本。1932年丹佛铸币局出产的25美分硬币中只有少量被钱币商囤积，如今很少有这种版本硬币的成色能够达到刚出厂或是未流通过的良好状态，造假者还曾伪造1932-和1932-版的铸币标记。1932年出产的25美分供过于求，所以1933年各铸币局都没有生产。
与许多美国早期硬币相比，华盛顿25美分的铸币品质特别好，设计图案的所有细节都清晰可见。这种线条锐度有可能是因为两面设计的高度都比较统一，没有任何位置的浮雕特别高。尽管如此，铸币局还是在反复调整设计，硬币生产的前三年间（1932、1934和1935年）就确知有三种不同的正面图案存在。这三种的主要区别是华盛顿头像左侧格言的线条粗细，从细到粗分别称为细格言、中格言和粗格言。从1936年开始，铸币局出产的25美分均为粗格言，所以这显然是官方最为满意的作品。原版出币毂只在1932年使用，1934年恢复生产时就换了新的，但具体原因不明。原版设计在硬币背面边缘加有一圈增高的环，用于保护硬币图案免受磨损。这种保护效果非常好，如今留存的1932年版25美分即使成色分级偏低，但两面的磨损程度还是基本相同。之后多年间出产的银币由于环的高度降低，因此背面磨损往往严重得多。
华盛顿25美分的设计之后还有多次微调，到1964年银币版本停产时，单正面就已修改过六次。其中1944年的修改在半身像最下方加上设计师的姓名首字母缩写，但由于文字失真又在次年再度调整。从1937年版开始直至1964年版为止，华盛顿25美分精制币采用的背面设计与流通币相比略有不同，其中最明显的区别就是流通币上（“美利坚合众国”）的字母基本上已经靠在一起，但精制币上两字母依然分开。
1932至1964年间，部分华盛顿25美分银币的年产量超过一亿枚。旧金山铸币局1949年没有生产25美分硬币，而且从1955年开始就没有再生产过这种硬币。

### 1965至1998年，铜镍合金包层和弗拉纳根的背面设计
1964年，美国出现严重的硬币短缺。受白银价格上涨影响，公众不但囤积大受欢迎的新币肯尼迪半美元，还囤积其它面额硬币，连無银的分币和镍币也没放过。财政部希望发行更多1964年版硬币，打击市场炒作行为，因此争取到国会授权在1965年继续生产1964年版硬币。
铸币局继续生产银币，财政部的库存白银因此迅速枯竭。银价涨幅是如此之大，以致到1965年6月初时，一美元硬币中银的市价就已達93.3美分。1965年6月3日，林登·约翰逊总统宣布调整10美分和25美分硬币成份、以合金包层代替白银的计划，硬币改用纯铜核心，外围以铜镍合金包裹。半美元硬币的银含量也从90%大幅下调到40%。同年7月，国会通过《1965年铸币法案》，要求铸币局逐渐停产1964年版银币，开始生产1965年版合金包层25美分硬币。铸币局从1966年8月1日开始生产1966年版硬币，此后恢复硬币所刻年份即为出产年份的惯例。
1965至1967年，任何一间铸币局生产的合金包层25美分硬币都没有铸币标记，直到1968年恢复。旧金山铸币局虽然重开，但从此没有再生产流通版25美分硬币，只为收藏家打造精制币。新版合金25美分投产前，铸币局还将硬币两面的浮雕高度降低，部分标称年份为1964的25美分银硬币的背面设计也修改过。1974年，华盛顿25美分硬币的正面图案再度微调，令部分细节变得更加明显。1965年后出产硬币的铸币标记位置从背面调整到正面右下角，位于华盛顿的颈部右侧。

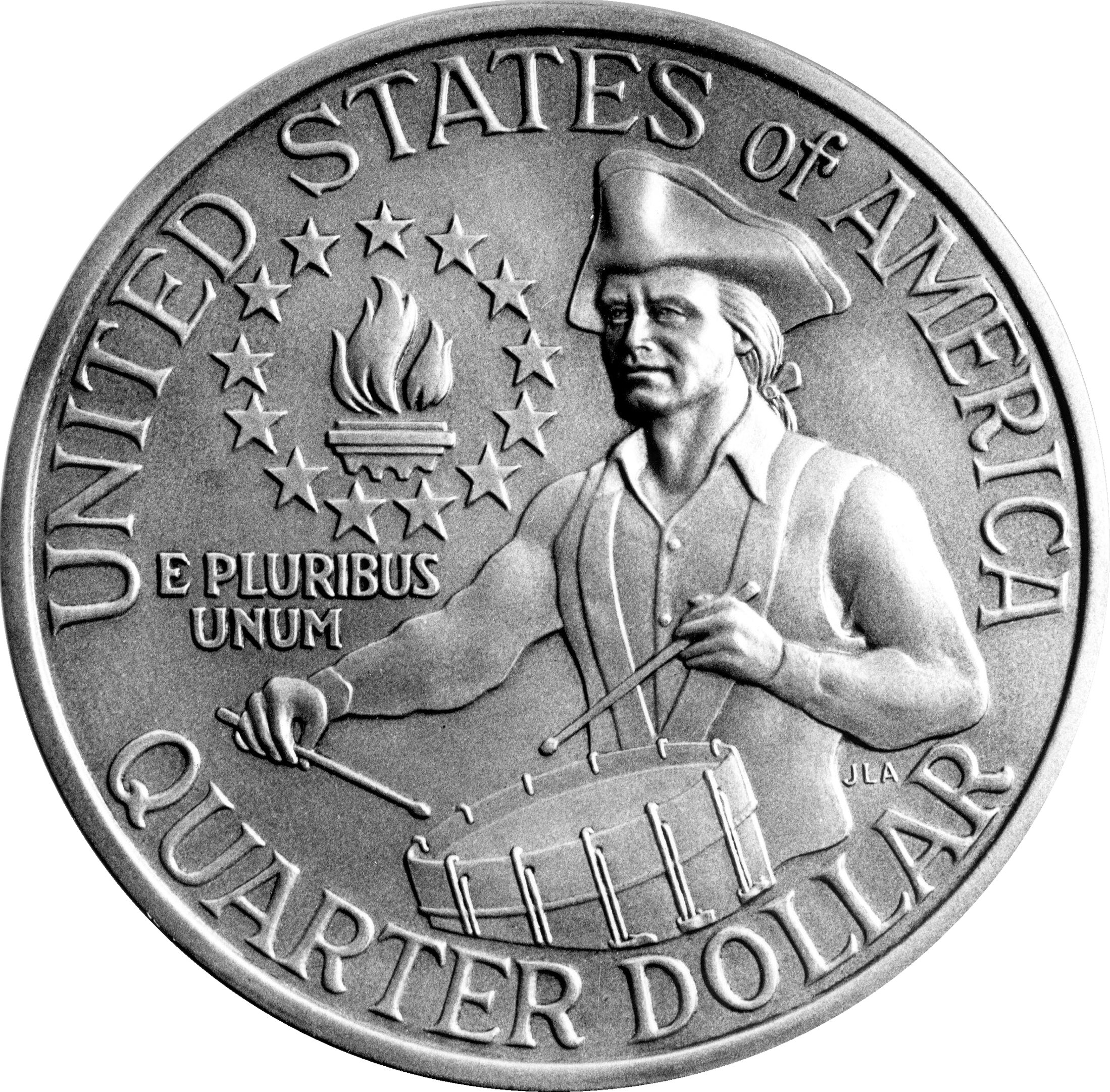
美国二百周年纪念25美分背面的殖民地鼓手主题图案是由杰克·阿尔创作

1973年1月，德克萨斯州联邦众议员理查德·怀特（Richard C. White）提出法案，建议为美国独立二百周年发行半美元和一美元纪念币。同年6月6日，铸币局局长玛丽·布鲁克斯（Mary Brooks）在国会听证会上作证时表示，由于有批评指出只有最不流行的两种面额硬币会变更设计，因此她支持临时重新设计25美分。1973年10月18日，理查德·尼克松总统签署法案，授权重新设计25美分、半美元和一美元三种面额硬币，这些新设计只在1975年7月4日至1977年1月1日间生产，刻上二百周年起止年份“1776–1976”。除流通币外，国会还要求铸币局铸造4500万枚（即1500万套）含银40%的二百周年纪念币。由于1975年下半年需要开始大量生产二百周年纪念币，前半年如果还是像往年那样生产1975年版流通币，那么等到纪念币投产时，流通币的产量很可能还不够多，会像存在类似情况的分币那样遭到囤积。为此国会于1974年12月授权铸币局在1975年继续生产1974年版25美分、半美元和一美元硬币，直至纪念币投产为止，所以就没有1975年版的华盛顿25美分硬币存在。铸币局力求保障二百周年的纪念品供应充足，生产的二百周年纪念25美分硬币有近20亿枚之多。此后十余年间，铸币局都在推销未流通成色银币套装和精制银币套装，直至1986年末才停止销售。二百周年纪念版25美分的背面是杰克·阿尔（Jack L. Ahr）设计的殖民地时期鼓手，纪念币停产后就重新换回弗拉纳根的设计。
1976年到之后的20年间，铸币局雕刻师又多次调整硬币设计。从1980年开始，费城铸币局生产的硬币上新增铸币标记。1982至1983年费城铸币局及丹佛铸币局出产的许多25美分硬币成色极佳，接近出币原始状态，这些硬币的市场价格要比面额高得多。铸币局从1992年开始销售精制银币套装并持续至今，其中25美分硬币的银含量为90%。虽然总统乔治·赫伯特·沃克·布什早在1990年就已在授权发行精制银币套装的法案上签字，但铸币局未能及时取得足够多含银90%的铸币坯片，所以直到1992年才投产。

### 1999年至今：纪念币

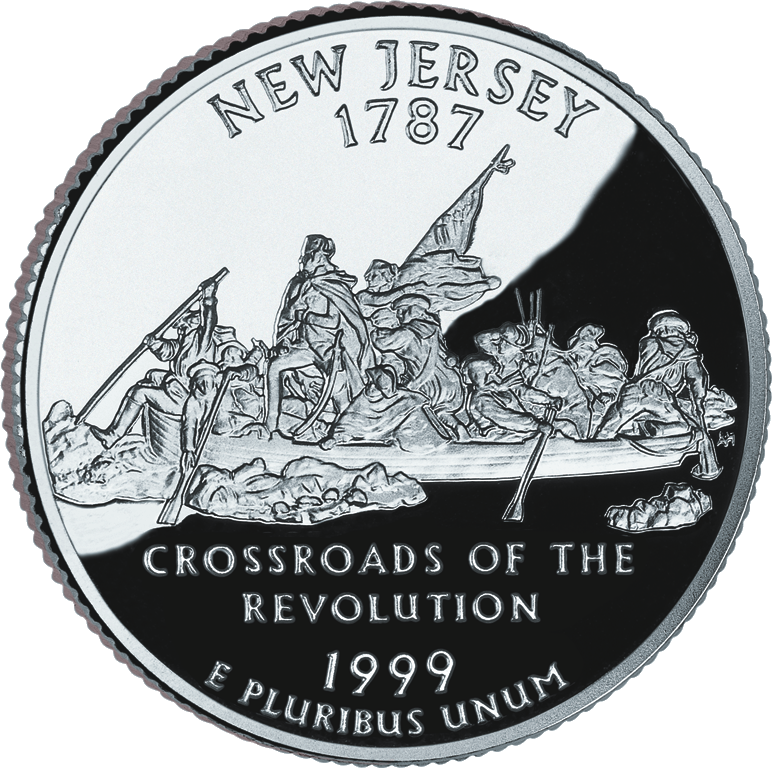
美国50州25美分纪念币1999年版的主题是新泽西州

1992年，加拿大在联邦成立125周年之际开始发行所有一级行政区的纪念币。受此影响，铸币局局长兼知名钱币学家菲利普·迪尔（Philip N. Diehl）于1995年6月在出席国会听证会时呼吁国会通过法案，授权发行类似系列的流通纪念币。国会之后通过《1996年美国纪念币法案》，再经比尔·克林顿总统于1996年10月20日签字生效。法案要求铸币局开展必要研究，确认发行25美分纪念币系列是否能够取得成功。铸币局经过研究后给出肯定答复。虽然国会法案已授权财政部长罗伯特·鲁宾采取必要行动挑选新币设计方案，但鲁宾还是决定静待国会主动出击。1997年12月1日，克林顿总统签署《50州纪念币计划法案》。根据法案规定，美国50州25美分纪念币从1999年开始发行，每年五种，每州一种设计图案，按各州加入联邦的顺序发行。财政部长可以自行决定硬币上必须要有的铭文位置，如等。由于背面设计的图案尺寸很大，（“美利坚合众国”）、（“四分之一美元”）字样都移到正面，同时正面的华盛顿半身像略有缩小。各州纪念币的设计图案经州长推荐，由财政部长最终拍板。
除常规发行的系列外，铸币局还面向收藏家发售含银90%的精制币版本。一同出售的还有大量钱币相关物件，如盛放硬币的包装、收藏指南地图，以及其它多种意在鼓励公众参与硬币收藏的物品。据铸币局估算，政府此次单从公众收藏硬币获得的铸币税及其它途径就进账30亿美元，比其它方法能够赚到的金额都高。
联邦众议院曾四次通过法案，要求在50州的基础上追加华盛顿哥伦比亚特区和海外领地纪念币项目，但每次都未能通过参议院。最终这项建议夹插进紧急拨款方案，于2007年12月通过。美国哥伦比亚特区及自治领地25美分纪念币由此诞生，其正面依然是华盛顿半身像，背面则是纪念首都、波多黎各、关岛、美属萨摩亚、美属维尔京群岛和北马里亚纳群岛的图案，均在2009年出产。
2008年，国会通过《美国美丽国家公园25美分硬币法案》，要求2010至2021年间每年发行五种25美分硬币，每种代表美国国家公园管理局下辖的一个风暴区，共计56种，每个州、首都特区及其他领地各占一种。硬币正面恢复华盛顿半身像的原有尺寸，并且细节更为丰富。除流通币和收藏家版本外，还有含银五金衡制盎司（合155克）的投资硬币版本。
2012年2月，贝拉克·奥巴马总统应铸币局官员请求在2013年预算草案中插入规定，授权铸币局在为收藏家生产银製十美分、25美分和半美元硬币时只需保证硬币银含量不低于90%，无须强制规定一定要是90%。如果这项建议获批，铸币局打算以99.9%的纯度为收藏家打造硬币。铸币局此时只能按90%的纯度生产收藏币，99.9%只是用来生产投资硬币，但99.9%纯的银币生产成本实际上比90%低，并且顾客还需为多出的银支持更多费用。同年5月，铸币局宣布计划在旧金山铸币局恢复流通品质25美分硬币的生产，该局自1954年起就没有生产过这种硬币，不过，新出产的硬币只会整袋或整卷销售，价格还要高于所有硬币的面额总和。2012年发行的五款美国美丽国家公园25美分纪念币都有在旧金山铸币局生产，这是该局1983年后生产林肯一美分硬币（没有铸币标记）后首度铸造流通品质硬币，也是1981年的苏珊·安东尼银元（只有铸币局套装版本）之后第一次有带铸币标记的硬币面世。

### 产量
华盛顿25美分硬币的产量非常高，其中1932至1964年间单流通币就出产37亿7607万7001枚，精制币也有1991万1592枚。1965至1974年，三间铸币局又出产79亿2800万3628枚，1975至1976年间的独立二百周年纪念币则有16亿8796万1954枚。1977至1998年，华盛顿25美分硬币的总产量高达279亿5747万9296枚，其中包括1992至1998年间出产的593万9737枚含银版本。

### 脚注
1. 1 2  Bowers 2006，第30頁.
2. ↑  Bowers 2006，第31頁.
3. ↑  Bowers 2006，第31–32頁.
4. 1 2  Bowers 2006，第32頁.
5. ↑  Taxay 1983，第360頁.
6. ↑  Bowers 2006，第33頁.
7. 1 2 3  Vermeule 1971，第178頁.
8. ↑  Taxay 1983，第360–362頁.
9. 1 2  Bowers 2006，第35頁.
10. ↑  Taxay 1983，第363頁.
11. 1 2 3  Bowers 2006，第36頁.
12. ↑  Breen 1988，第365頁.
13. ↑  Guth & Garrett 2005，第79頁.
14. ↑  Cadou 2006，第120頁.
15. ↑  Vermeule 1971，第177–178頁.
16. 1 2  Bowers 2006，第39頁.
17. ↑  Vermeule 1971，第179頁.
18. ↑  Vermeule 1971，第180頁.
19. ↑  San Jose News & 1932-07-09.
20. ↑  The Reading Eagle & 1932-07-10.
21. 1 2 3  Bowers 2006，第40頁.
22. ↑  The Star and Sentinel & 1932-08-06.
23. ↑  The New York Times & 1932-08-21.
24. ↑  Breen 1988，第366頁.
25. ↑  Bowers 2006，第46–48頁.
26. ↑  Breen 1988，第367頁.
27. ↑  Yeoman 2014，第171–173頁.
28. ↑  Bowers 2006，第41頁.
29. ↑  Bardes & 1964-11-22.
30. ↑  Bardes & 1964-09-13.
31. ↑  Dale & 1965-06-04.
32. ↑  The New York Times & 1965-07-15.
33. ↑  Bardes & 1966-07-17.
34. 1 2  Bowers 2006，第42–45頁.
35. ↑  Bowers 2006，第49–50頁.
36. ↑  Yeoman 2014，第173頁.
37. ↑  Coin World Almanac 1977，第419頁.
38. ↑  Coin World Almanac 1977，第421–422頁.
39. ↑  Coin World Almanac 1977，第422頁.
40. ↑  Breen 1988，第421頁.
41. ↑  Coin World Almanac 1977，第51頁.
42. ↑  Ganz 1976，第66–68頁.
43. ↑  Reiter & 1979-07-08.
44. ↑  Yeoman 2014，第228頁.
45. ↑  Webster & 1986-10-26.
46. ↑  Bowers 2006，第50–51頁.
47. ↑  Yeoman 2014，第178頁.
48. ↑  Yeoman 2014，第349–351頁.
49. 1 2  Gilkes & 2012-03-12.
50. ↑  加拿大联邦化125周年纪念币和美国50州25美分纪念币.
51. ↑  United States Mint 2009，第4頁.
52. ↑  United States Mint 2009，第6頁.
53. ↑  United States Mint 2009，第14頁.
54. ↑  United States Mint 2009，第11頁.
55. ↑  United States Mint 2009，第12頁.
56. ↑  United States Mint 2009，第13頁.
57. ↑  Ganz & 2007-12-20.
58. ↑  United States Mint, DC & Territories.
59. ↑  United States Mint & 2010-03-24.
60. ↑  Numismatic News & 2009-09-09.
61. ↑  Gilkes & 2012-05-21.
62. ↑  Yeoman 2010，第170–173頁.

### 书籍和报告
- Bowers, Q. David. . Atlanta, Ga.: Whitman Publishing. 2006. ISBN 978-0-7948-2059-6.
- Breen, Walter. . New York, N.Y.: Doubleday. 1988. ISBN 978-0-385-14207-6.
- Cadou, Carol Borchert. . Mount Vernon Ladies' Association of the Union. Manchester, Vt.: Hudson Hills Press. 2006  [2016-07-07]. ISBN 978-1-55595-268-6.
- 3rd. Sidney, Ohio: Amos Press. 1977. ASIN B004AB7C9M.
- Ganz, David L. . Washington, D.C.: Three Continents Press. 1976. ISBN 978-0-914478-63-8.
- Guth, Ron; Garrett, Jeff. . Atlanta, Ga.: Whitman Publishing. 2005. ISBN 978-0-7948-1782-4.
- Taxay, Don.  reprint. New York, N.Y.: Sanford J. Durst Numismatic Publications. 1983 [1966]. ISBN 978-0-915262-68-7.
- United States Mint.  (PDF). United States Mint Financial Department. c. 2009  [2016-07-07]. （原始内容 (PDF)存档于2016-03-10）.
- Vermeule, Cornelius. . Cambridge, Mass.: The Belknap Press of Harvard University Press. 1971. ISBN 978-0-674-62840-3.
- Yeoman, R.S.  68th. Atlanta, Ga.: Whitman Publishing. 2014. ISBN 978-0-7948-4215-4.
- Yeoman, R.S.  63rd. Atlanta, GA: Whitman Publishing, LLC. 2010. ISBN 0-7948-2767-5.

### 新闻报导及其它来源
- Bardes, Herbert C. . The New York Times (The New York Times Company). 1964-09-13: X32  [2016-07-07]. （原始内容存档于2016-03-06）.
- Bardes, Herbert C. . The New York Times (The New York Times Company). 1964-11-22: X26  [2016-07-07]. （原始内容存档于2016-03-13）.
- Bardes, Herbert C. . The New York Times (The New York Times Company). 1966-07-17: 96  [2016-07-07]. （原始内容存档于2016-04-23）.
- Dale, Edwin L. Jr. . The New York Times (The New York Times Company). 1965-06-04: 1  [2016-07-07]. （原始内容存档于2016-03-14）.
- Ganz, David L. . NumisMaster.com. Iola, Wisconsin: F+W Publications. 2007-12-20  [2016-07-07]. （原始内容存档于2016-03-03）.
- Gilkes, Paul. . Coin World. 2012-03-12: 1, 52, 56.
- Gilkes, Paul. . Coin World. 2012-05-21  [2012-09-27]. （原始内容存档于2012-09-27）.
- Reiter, Ed. . The New York Times (The New York Times Company). 1979-07-08: D38  [2016-07-07]. （原始内容存档于2016-03-06）.
- Webster, Daniel. . The Blade (Toledo, Ohio). Knight News Service. 1986-10-26: F-8  [2016-07-07]. （原始内容存档于2016-04-28）.
- . The New York Times (The New York Times Company). 1932-08-21: 2  [2016-07-07]. （原始内容存档于2016-03-14）.
- . The New York Times (The New York Times Company). 1965-07-15: 1  [2016-07-07]. （原始内容存档于2016-03-13）.
- . Numismatic News (Iola, Wisc.: F+W Publications). 2009-09-10  [2016-07-07]. （原始内容存档于2015-10-14）.
- . The Reading Eagle (Reading, Pa.). 1932-07-10: 12  [2016-07-07]. （原始内容存档于2016-05-05）.
- . San Jose News. 1932-07-09: 7  [2016-07-07]. （原始内容存档于2016-05-06）.
- . The Star and Sentinel (Gettysburg, Pa.). 1932-08-06: 1  [2016-07-07]. （原始内容存档于2016-05-06）.
- . United States Mint.   [2016-07-07]. （原始内容存档于2016-03-28）.
- (新闻稿). United States Mint. 2010-03-24  [2016-07-07]. （原始内容存档于2016-03-04）.
- Leon Worden. . COINage (Miller Magazines Inc.). 2005-11  [2016-07-09]. （原始内容存档于2016-03-04）.